# Campeonato de Naciones de la Concacaf de 1965
El Campeonato de Naciones de la Concacaf de 1965 fue la segunda edición del torneo y se jugó entre el 28 de marzo al 11 de abril de 1965.
Esta vez participaron seis equipos y se jugó en el Estadio Mateo Flores en la Ciudad de Guatemala. Clasificaron directamente Guatemala por ser el anfitrión y Costa Rica por ser el campeón defensor.
México se coronó campeón por primera vez, al ganar 2-1 contra el anfitrión Guatemala en el partido final decisivo.

## Fase preliminar

### Zona de Norteamérica
Estados Unidos renunció a disputar la eliminatoria y  México accedió directamente al campeonato.

### Zona de Centroamérica
Fue disputada en San Salvador bajo forma de triangular en el cual jugaron El Salvador, Nicaragua y Honduras, clasificándose el local al torneo.
| Equipo      | Pts.   | PJ     | PG     | PE     | PP     | GF     | GC     | Dif    |
| ----------- | ------ | ------ | ------ | ------ | ------ | ------ | ------ | ------ |
| El Salvador | 4      | 2      | 2      | 0      | 0      | 7      | 1      | 6      |
| Nicaragua   | 2      | 2      | 1      | 0      | 1      | 2      | 4      | 2      |
| Honduras    | 0      | 2      | 0      | 0      | 2      | 1      | 5      | 4      |
| Panamá      | Retiro | Retiro | Retiro | Retiro | Retiro | Retiro | Retiro | Retiro |

| \| Fecha \| Lugar \| \| \| Resultado \| \| \| \| ------------------- \| ------------ \| ----------- \| \| --------- \| \| --------- \| \| 7 de marzo de 1965 \| San Salvador \| El Salvador \| \| 4 – 0 \| \| Nicaragua \| \| 11 de marzo de 1967 \| San Salvador \| Nicaragua \| \| 2 – 0 \| \| Honduras \| \| 14 de marzo de 1965 \| San Salvador \| El Salvador \| \| 3 – 1 \| \| Honduras \| |              |             |                        |           |                      |           |
| Fecha | Lugar        |             |                        | Resultado |                      |           |
| 7 de marzo de 1965 | San Salvador | El Salvador | Bandera de El Salvador | 4 – 0     | Bandera de Nicaragua | Nicaragua |
| 11 de marzo de 1967 | San Salvador | Nicaragua   | Bandera de Nicaragua   | 2 – 0     | Bandera de Honduras  | Honduras  |
| 14 de marzo de 1965 | San Salvador | El Salvador | Bandera de El Salvador | 3 – 1     | Bandera de Honduras  | Honduras  |

### Zona del Caribe
| Equipo                | Pts.     | PJ       | PG       | PE       | PP       | GF       | GC       | Dif      |
| --------------------- | -------- | -------- | -------- | -------- | -------- | -------- | -------- | -------- |
| Antillas Neerlandesas | Califica | Califica | Califica | Califica | Califica | Califica | Califica | Califica |
| Haití                 | Califica | Califica | Califica | Califica | Califica | Califica | Califica | Califica |
| Cuba                  | Retiro   | Retiro   | Retiro   | Retiro   | Retiro   | Retiro   | Retiro   | Retiro   |
| Jamaica               | Retiro   | Retiro   | Retiro   | Retiro   | Retiro   | Retiro   | Retiro   | Retiro   |
| Trinidad y Tobago     | Retiro   | Retiro   | Retiro   | Retiro   | Retiro   | Retiro   | Retiro   | Retiro   |
| República Dominicana  | Retiro   | Retiro   | Retiro   | Retiro   | Retiro   | Retiro   | Retiro   | Retiro   |

## Organización

### Sede
| Ciudad de Guatemala            |
| ------------------------------ |
| Estadio Mateo Flores           |
| Capacidad: 58 000 espectadores |
|                                |

### Árbitros
- Diego Di Leo
- Duke González
- Emilio Aguilar
- Martín Araya
- Rafael Valenzuela
- Theodorus Koetsier.

## Equipos participantes
Este torneo marcó el debut de Haití en los campeonatos Concacaf. Los demás países participantes fueron Antillas Neerlandesas, Costa Rica,  El Salvador. Guatemala, y México.
| Equipos participantes | Equipos participantes | Equipos participantes |
| --------------------- | --------------------- | --------------------- |
| Antillas Neerlandesas | Costa Rica            | El Salvador           |
| Guatemala             | Haití                 | México                |

- En cursiva las selecciones que participan por primera vez.

## Clasificación
| Equipo                | Pts. | PJ | PG | PE | PP | GF | GC | Dif |
| --------------------- | ---- | -- | -- | -- | -- | -- | -- | --- |
| México                | 9    | 5  | 4  | 1  | 0  | 13 | 2  | 11  |
| Guatemala             | 7    | 5  | 3  | 1  | 1  | 11 | 5  | 6   |
| Costa Rica            | 6    | 5  | 2  | 2  | 1  | 11 | 4  | 7   |
| El Salvador           | 5    | 5  | 2  | 1  | 2  | 7  | 9  | -2  |
| Antillas Neerlandesas | 2    | 5  | 0  | 2  | 3  | 4  | 16 | -12 |
| Haití                 | 1    | 5  | 0  | 1  | 4  | 3  | 13 | -10 |

### Resultados
| 28 de marzo de 1965 | Guatemala                         | 3:0 (2:0) | Haití | Estadio Mateo Flores, Ciudad de Guatemala                     |                                                               |
|                     | Peña 12' · López 24' · Valdez 67' |           |       | Asistencia: 50 000 espectadores Árbitro(s): Rafael Valenzuela | Asistencia: 50 000 espectadores Árbitro(s): Rafael Valenzuela |

| 28 de marzo de 1965 | México                  | 2:0 (1:0) | El Salvador | Estadio Mateo Flores, Ciudad de Guatemala                |                                                          |
|                     | Díaz 22' · Valdivia 55' |           |             | Asistencia: 50 000 espectadores Árbitro(s): Martín Araya | Asistencia: 50 000 espectadores Árbitro(s): Martín Araya |

| 28 de marzo de 1965 | Costa Rica                                        | 6:0 (4:0) | Antillas Neerlandesas | Estadio Mateo Flores, Ciudad de Guatemala |                            |
|                     | Hernández 16' · Peña 30' 42' 44' 67' · Quirós 51' |           |                       | Árbitro(s): Emilio Aguilar                | Árbitro(s): Emilio Aguilar |

| 30 de marzo de 1965 | Costa Rica                   | 3:1 (2:0) | Haití         | Estadio Mateo Flores, Ciudad de Guatemala |                           |
|                     | Marín 8' · Hernández 26' 85' |           | Saint-Vil 67' | Árbitro(s): Duke González                 | Árbitro(s): Duke González |

| 30 de marzo de 1965 | El Salvador  | 1:1 (1:0) | Antillas Neerlandesas | Estadio Mateo Flores, Ciudad de Guatemala |                               |
|                     | Hernández 8' |           | Sillie 59'            | Árbitro(s): Rafael Valenzuela             | Árbitro(s): Rafael Valenzuela |

| 1 de abril de 1965 | México                                 | 5:0 (0:0) | Antillas Neerlandesas | Estadio Mateo Flores, Ciudad de Guatemala |                            |
| 19:00              | Fragoso 57' 85' · Cisneros 71' 86' 89' |           |                       | Árbitro(s): Emilio Aguilar                | Árbitro(s): Emilio Aguilar |

| 1 de abril de 1965 | Guatemala | 0:0 | Costa Rica | Estadio Mateo Flores, Ciudad de Guatemala                |                                                          |
| 21:00              |           |     |            | Asistencia: 58 000 espectadores Árbitro(s): Diego Di Leo | Asistencia: 58 000 espectadores Árbitro(s): Diego Di Leo |

| 4 de abril de 1965 | Guatemala                                      | 4:1 (3:0) | El Salvador | Estadio Mateo Flores, Ciudad de Guatemala                |                                                          |
|                    | Paz 16' · De León 31' · Valdez 40' · Clark 88' |           | Méndez 58'  | Asistencia: 55 000 espectadores Árbitro(s): Diego Di Leo | Asistencia: 55 000 espectadores Árbitro(s): Diego Di Leo |

| 4 de abril de 1965 | México                                         | 3:0 (3:0) | Haití | Estadio Mateo Flores, Ciudad de Guatemala |                                |
|                    | Cisneros 30' · Legros 39' (a.g.) · Fragoso 41' |           |       | Árbitro(s): Theodorus Koetsier            | Árbitro(s): Theodorus Koetsier |

| 6 de abril de 1965 | Guatemala                          | 3:2 (1:1) | Antillas Neerlandesas  | Estadio Mateo Flores, Ciudad de Guatemala |                               |
| 19:00              | Peña 10' 49' · Bertrand 65' (a.g.) |           | Loran 26' · Sillie 47' | Árbitro(s): Rafael Valenzuela             | Árbitro(s): Rafael Valenzuela |

| 6 de abril de 1965 | México        | 1:1 (1:1) | Costa Rica | Estadio Mateo Flores, Ciudad de Guatemala |                            |
| | Ruvalcaba 45' |           | Zúñiga 10' | Árbitro(s): Emilio Aguilar                | Árbitro(s): Emilio Aguilar |
| Partido suspendido a los 70' por pelea entre ambos equipos, luego de extensas deliberaciones el comité organizador decidió terminar el partido; el resultado se mantuvo. |               |           |            |                                           |                            |

| 8 de abril de 1965 | Antillas Neerlandesas | 1:1 (0:0) | Haití    | Estadio Mateo Flores, Ciudad de Guatemala               |                                                         |
|                    | Testing 62'           |           | Obas 84' | Asistencia: 8 000 espectadores Árbitro(s): Martín Araya | Asistencia: 8 000 espectadores Árbitro(s): Martín Araya |

| 8 de abril de 1965 | Costa Rica           | 1:2 (0:1) | El Salvador       | Estadio Mateo Flores, Ciudad de Guatemala |                          |
|                    | Hernández 63' (pen.) |           | Rodríguez 44' 60' | Árbitro(s): Diego Di Leo                  | Árbitro(s): Diego Di Leo |

| 11 de abril de 1965 | El Salvador                             | 3:1 (1:1) | Haití         | Estadio Mateo Flores, Ciudad de Guatemala |                          |
| 09:00               | Méndez 37' · Barraza 50' · González 73' |           | Saint-Vil 22' | Árbitro(s): Martín Araya                  | Árbitro(s): Martín Araya |

| 11 de abril de 1965 | Guatemala | 1:2 (1:2) | México                     | Estadio Mateo Flores, Ciudad de Guatemala                      |                                                                |
| 11:00               | Roldán 7' |           | Cisneros 24' · Fragoso 35' | Asistencia: 58 000 espectadores Árbitro(s): Theodorus Koetsier | Asistencia: 58 000 espectadores Árbitro(s): Theodorus Koetsier |

|                            |
|                            |
| Campeón México 1.er título |

## Goleadores
| Jugador            | Selección             | Goles |
| ------------------ | --------------------- | ----- |
| Ernesto Cisneros   | México                | 5     |
| Javier Fragoso     | México                | 4     |
| Guido Peña         | Costa Rica            | 4     |
| Leonel Hernández   | Costa Rica            | 4     |
| Hugo Peña          | Guatemala             | 3     |
| Mauricio Rodríguez | El Salvador           | 2     |
| Sergio Méndez      | El Salvador           | 2     |
| Rolando Valdez     | Guatemala             | 2     |
| Guy Saint-Vil      | Haití                 | 2     |
| Virgilio Sillie    | Antillas Neerlandesas | 2     |

## Equipo ideal
| Portero      | Defensores                                                   | Mediocampistas                                    | Delanteros                          |
| ------------ | ------------------------------------------------------------ | ------------------------------------------------- | ----------------------------------- |
| Emilio Sagot | Alberto López Oliva Gustavo Peña Jesús del Muro Álvaro Grant | Alberto Villalta Juan José Gámez Ernesto Cisneros | Guido Peña Javier Fragoso Hugo Peña |